# Billboard Japan
Billboard Japan é uma organização irmã da revista musical americana Billboard. É operada pela empresa japonesa Hanshin Contents Link (uma subsidiária da Hanshin Electric Railway), com sede em Osaka, que detém uma licença exclusiva da empresa controladora da Billboard para a marca Billboard no Japão, e administra, entre outros, o site www.billboard-japan.com e vários clubes de música da marca "Billboard Live" localizados no país. Em fevereiro de 2008, o Hanshin Contents Link, sob licença da Billboard, lançou a parada musical Billboard Japan Hot 100. A partir de 2016, a lista de tabelas compiladas pela Billboard Japan também incluía uma tabela de álbuns chamada Billboard Japan Hot Albums, tabelas baseadas apenas em vendas: Top Singles Sales, Top Albums Sales, Top Jazz Albums Sales e Top Classical Albums, uma tabela de rádios chamada Radio Songs, uma tabela de música de animação chamada Hot Animation e uma tabela de canções estrangeiras chamada Hot Overseas.
Desde 2010, a Billboard Japan realiza uma cerimônia de premiação anual chamada Billboard Japan Music Awards, que homenageia artistas, tanto japoneses quanto estrangeiros, que alcançaram os melhores resultados nas tabelas musicais da Billboard Japan no ano anterior.

## Tabelas

### Canções
| Título da tabela | Tipo da tabela | Número de posições | Descrição                                                                                      |
| ---------------- | -------------- | ------------------ | ---------------------------------------------------------------------------------------------- |
| Hot 100          | Combinada      | 100                | Tabela de músicas lançadas no mercado interno; lançada pela primeira vez em 3 de março de 2008 |
| Hot Overseas     | Combinada      | 20                 | Tabela de músicas lançadas internacionalmente por artistas ocidentais                          |
| Radio Songs      | Airplay        | 20                 | Extinta desde 2017                                                                             |
| Download Songs   | Digital        | 100                | Lançada em 2017 depois que a parada Radio Songs Chart tornou-se extinta                        |
| Streaming Songs  | Streaming      | 100                | Lançada em 2017 depois que a parada Radio Songs Chart tornou-se extinta                        |
| Hot Animation    | Combinada      | 20                 | Tabela para anime e música de video game; lançada pela primeira vez em 1 de dezembro de 2010   |

### Singles
| Título da tabela  | Tipo da tabela | Número de posições | Descrição                           |
| ----------------- | -------------- | ------------------ | ----------------------------------- |
| Top Singles Sales | Física         | 100                | Tabela de vendas físicas de singles |

### Álbuns
| Título da tabela          | Tipo da tabela | Número de posições | Descrição                                        |
| ------------------------- | -------------- | ------------------ | ------------------------------------------------ |
| Hot Albums                | Combinada      | 100                | Lançada pela primeira vez em 4 de junho de 2015. |
| Download Albums           | Digital        | 100                | Lançada em 2017 com Download Songs.              |
| Top Album Sales           | Física         | 100                |                                                  |
| Top Jazz Album Sales      | Física         | 100                |                                                  |
| Top Classical Album Sales | Física         | 100                |                                                  |